# 多肽合成

在溶液中的两种氨基酸耦合。 未保护的胺的一个与另一个的未保护的羧酸基团反应形成肽键。 每种原料中的第二反应性基团（胺/酸）带有保护基。

多肽合成（英語：Peptide synthesis）為有機化學中多肽的合成過程，多肽是由多個氨基酸借由肽鍵連接起來的有機化合物。在生物中，合成長型多肽（蛋白質）的過程，稱作蛋白質生物合成。

## 液相合成
液相多肽合成（Liquid-phase peptide synthesis）是一種多肽合成的經典方法。雖然現在大多數在實驗室中已經被固相多肽合成（見下文）所取代，但液相多肽合成仍有在工業上大規模生產多肽的可用性。

## 固相合成

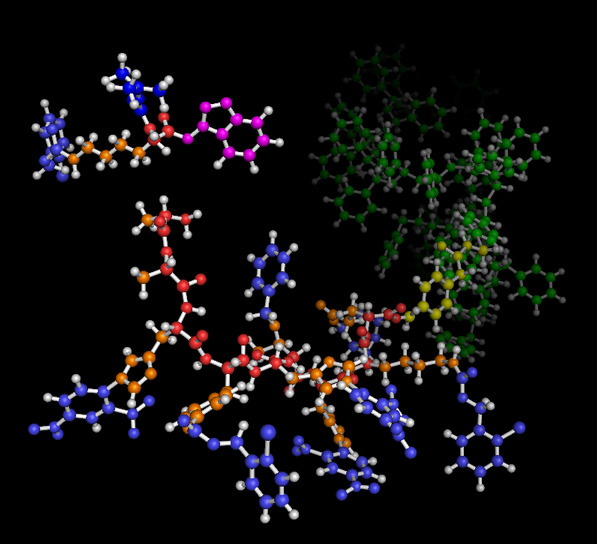
固相合成的偶合階段

固相多肽合成（Solid-phase peptide synthesis，SPPS），由罗伯特·布鲁斯·梅里菲尔德（Robert Bruce Merrifield）首創後， 便成為多肽合成的模範。現在已成為被公認在實驗室中製造多肽和蛋白質的有機合成方法。固相多肽合成能夠合成在細菌中難以表現的自然多肽、加入非自然胺基酸、修飾多肽/蛋白骨架、合成擁有D構型的蛋白。
其做法利用多孔性且不溶的珠狀固體在可構成肽鏈的部分加上帶有功能單元體（連接體），多肽將會以共價鍵連接珠狀固體直到加入無水的氟化氫或三氟乙酸溶劑將其切斷為止，因此多肽可以固定在固相並在過濾時可被保留下來，副產物和溶劑則會通過過濾器。
一般來說固相多肽合成的流程為：偶合-沖洗-去除保護-沖洗 為一循環；固相多肽上游離的N端和具有N端保護的單一胺基酸單元的C端偶合，然後這個單元會被脫去保護，再度露出新的N端使反應接續下去。這項技術的優點在於每個反應後沖洗循環的能力和去除帶有和樹脂共價結合之尚未合成完多肽的溶劑的能力。
其中最重要的考慮因素是每個步驟的收率，如果每個步驟收率都不高，那最後總體反應收率就會變得極差，也因此每個胺基酸必須要加超過量(二到十倍)，才能優化整體反應的產量。
兩種較常用的固相多肽合成為Fmoc和Boc。固相多肽合成與核醣體的蛋白質合成不同，方向是由C端往N端合成，而N端的胺基酸單體就是被Fmoc和Boc這兩種基團加入多肽之未保護胺基酸單體保護的。
自動化合成器也可用於兩種技術，但許多研究小組繼續手動進行固相多肽合成。
固相多肽合成的收率有限，而且產出的多肽或蛋白質也只侷限在70個胺基酸單體以內。合成的難度是屬於序列依賴性，要合成典型的類澱粉蛋白多肽和蛋白質也是有困難的。如果要合成更長的多肽就必須透過自然化學連接的方式連接兩段多肽在定量的收率下。
固相多肽合成推出以達40年以上，技術上也有顯著的優化：第一，使用樹脂上的優化。 第二，C端的氨基酸和聚苯乙烯樹脂之間的連接體附著和裂解上在大致上定量產率下的改善。 第三，側鏈保護上的演進，使不是目標物的側鏈反應受到限制。第四，對輸入的胺基酸的羧基基團的新活化基團有所改善，改善偶合和減少差向異構體。最後，過程本身已被優化。在梅里菲爾德初次報告時，脫去保護的α-氨基導致了肽和樹脂形成複合鹽類，使得在偶合之前需先用鹼中和。另外在多肽的胺基酸單體與下一個胺基酸單體結合的時候，多肽可能聚集並形成二級結構，對偶合產生不利的影響。Kent等人的研究顯示，中和α-氨基與下一個氨基酸的偶合能夠改善的偶合。

固相合成
Solid-phase peptide synthesis on a Rink amide resin using Fmoc-α-amine-protected amino acid

### BOP固相合成
1975年，Castro等人首次使用BOP reagent。

## 固相載體
固相載體（Solid supports）這個名稱，由字面上來看意味著反應皆進行在載體表面，但其實並非如此而已，固相載體也能夠在粒子內反應，因此固相載體這個名稱更能將聚合物的不溶性表現得淋漓盡致。
固相載體的物理性質、應用方式、載體結構的物質變化以及交聯的數量，都是經常拿來結合使用的。
許多研究此領域的科學家相信，載體能夠利用最少的交聯次數來賦予本身的穩定性，同時賦予固相多肽合成反應進行良好的溶劑化系統。
然而，一個高效率的固相載體包含以下四點：
1. 物理性質必須穩定以及能讓液體快速過濾，如：過量的試劑。
2. 必須在固相多肽合成(SPPS)反應的過程中對於試劑和溶劑是惰性的。
3. 必須能在溶劑中擴張膨脹，如此一般才能夠讓試劑順暢的滲透過去。
4. 必須能夠讓第一胺基酸順利附著。

以下為主要的固相載體形式：
1. 凝膠型載體（Gel-type supports）：這些都是在官能基團平均分配下的高溶劑化聚合物，最常見的載體形式包括：
2. 聚苯乙烯：用苯乙烯以及1-2％的二乙烯基苯進行交聯。
3. 聚丙烯醯胺：用親水性代替聚苯乙烯。
4. 聚乙二醇（PEG）: PEG-聚苯乙烯（PEG-PS）比聚苯乙烯更加穩定，並從聚合物主鏈空間合成。
5. 表面型載體（Surface-type supports）：許多用於表面官能化的材料已經被開發了，包括可控孔度玻璃，纖維素纖維，和高度交聯的聚苯乙烯。
6. 複合型載體（Composites）：剛硬型的凝膠聚合載體。

### 聚苯乙烯樹脂

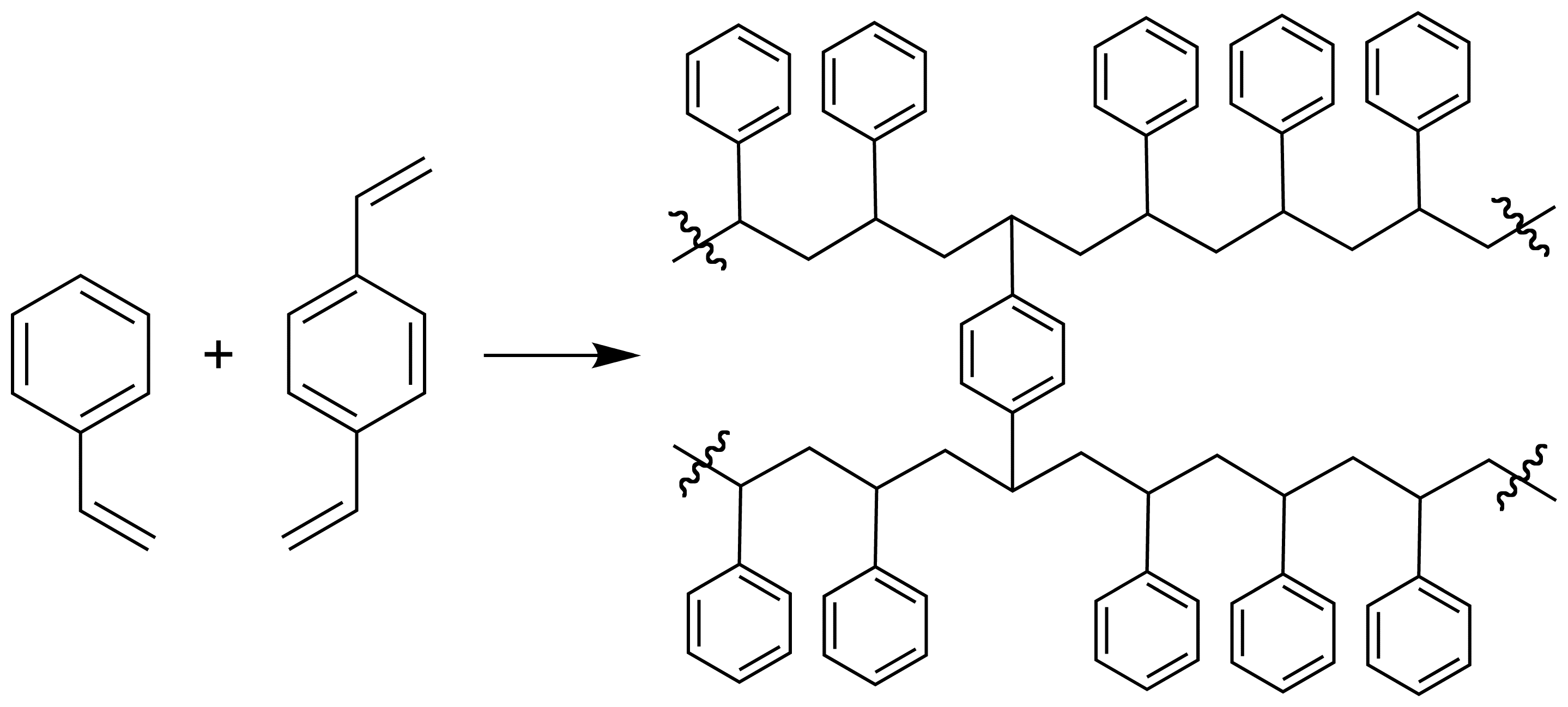
聚苯乙烯樹脂與二乙烯基苯偶聯產生聚苯乙烯樹脂，為最常見的SPSS樹脂。

聚苯乙烯樹脂是由聚苯乙烯與二乙烯基苯交聯所產生的。這個物質在固相肽合成（SPPS）中是最常見的固體載體，此論點是由R. Bruce Merrifield率先提出了這個想法。
聚苯乙烯樹脂是一種多用途樹脂，由於在二氯甲烷中能達到最小膨脹，因此在多孔版盤的自動肽合成都是相當實用。最先提出此想法的R. Bruce Merrifield
當時用了2％的二乙烯基苯和聚苯乙烯進行交聯。此研究產物也被稱作梅里菲爾德樹脂（Merrifield resin）。此研究方法產生了像是二氯甲烷的溶劑化的非極性溶劑疏水珠。在那之後, 新型樹脂伴隨著以下特點被開發出來：
1. 增強膨脹或是硬度（力學強度的角度來看）
2. 化學惰性

高度交聯的（50％）聚苯乙烯已開發到具有增加機械穩定性的特點，並被當做更好的過濾試劑和溶劑，以及快速反應動力的物質。

### 聚醯胺樹脂
聚酰胺樹脂也是一個相當有用亦是常見的樹脂, 實驗中可以看出聚酰胺樹脂能夠膨脹的比聚苯乙烯更大,因此在某些情況下，可能不適合於做自動合成，像是孔洞太小等等狀況。

### 聚乙二醇(PEG)混合型聚苯乙烯樹脂
聚乙二醇（PEG），也稱為聚(環氧乙烷)（PEO）或聚氧乙烯（POE），是指環氧乙烷的寡聚物或聚合物。這三個名稱現今一般為同義詞，但歷史上聚乙二醇往往是指分子質量低於20,000 g/mol的低聚物和聚合物，PEO是指分子量超過20,000的聚合物，POE則可指任何分子質量的聚合物。TentaGel樹脂就是這種類型樹脂最好的一個例子。此類型樹脂主要的結構還是聚苯乙烯，其不同在於主鏈上附接著聚乙二醇（PEG;也稱為聚環氧乙烷）的長鏈（分子量為約3000 Da）。合成反應進行在聚乙二醇（PEG）的前端能夠讓這個又長又難製造的肽在最適合的情況下製成。此外，混合型聚苯乙烯樹脂對於合成組肽庫以及樹脂的篩選實驗都是相當有利的。混合型聚苯乙烯樹脂不會在合成反應中擴張過大，因此也常被拿來做機械性肽合成的樹脂。

### 聚乙二醇（PEG）基樹脂
ChemMatrix（R）是樹脂制的新類型，它主要是由聚乙二醇（PEG）交聯。
ChemMatrix（R）宣稱有高化學穩定性和熱穩定性(兼具微波合成)，相較於聚苯乙烯類樹脂更能在高度膨脹的氰基甲烷、二氯甲烷、二甲基甲醯胺、N-甲基吡咯烷酮、三氟乙酸(TFA)以及水表現出它的穩定性。ChemMatrix也在疏水性的序列中表現出對於合成顯著的改善。由此可看出ChemMatrix也許能夠對難於進行合成的長鏈有所幫助。
利用肽合成增強能量來改善固相載體，增強在脫去固相肽合成(SPPS)的過程中重複使用三氟乙酸(TFA)的負擔。此外，不同的樹脂生成不同官能團的C-末端，如同oxymethylphenylacetamidomethyl（PAM）樹脂則生成一般的C-末端羧酸。
另一方面，paramethylbenzhydrylamine（pMBHA）樹脂生成C-末端酰胺，這是一種用來模擬蛋白質的內部非常好用的東西。
隨著Fmoc SPPS的反應進行，許多不同的樹脂也被創造出來，再以TFA去除。
像是Boc反應過程中，用兩個主要的樹脂生成一個C-末端羧酸或醯胺是否可行。王氏樹脂是生成C-末端羧酸最常見的肽樹脂。如果製造C-末端酰胺的策劃是理想的，則Rink醯胺樹脂的研究則是可行的。

## 保護基團
氨基酸能在N-末端和C-末端進行反應，因此有利於在合成過程中發生胺基酸的耦合。許多氨基酸也具有反應性支鏈的功能基團，合成過程中可以和自由末端或其他支鏈基團作用、肽鍵延長以及減低產量及純度的影響。為了以最小的支鏈反應促進適當的氨基酸合成，化合物基團會選擇特定的胺基酸基團以及片段，或者是從非特異性反應去保護整個官能基。這些保護基團，在這廣闊的自然界可分為下列三組，如下：
1. N端保護基團
2. C端保護基團（大多在液相合成使用）
3. 支鏈保護基團

純化的單氨基酸在合成反應之前皆會和這些保護基團作用，並在肽合成的特定步驟有選擇性的除去不適當者。

## N端保護基團
必須加入過量的氨基酸以確保能夠在每一個合成步驟中完成偶聯，如果沒有N端保護基團則不會有保護的氨基酸聚合會發生，這將會導致低產率的肽或是合成上的失敗。N末端保護基團需要附加步驟來除去保護基，以下為設計流程：
1. 保護基團從保護基脫除反應的尾氨基酸去除。
2. 保護基脫除試劑必須洗掉，以提供一個乾淨的環境進行耦合。
3. 受保護的胺基酸在溶劑中溶解，如同二甲基甲酰胺（DMF）與偶聯試劑結合。
4. 洗去偶聯試劑，提供保護基脫除一個乾淨的環境。

目前有兩種保護基團(t-Boc, Fmoc)在固相多肽合成反應是最常見的，他們的不穩定性通常是因氨基甲酸酯基團所引起，氨基甲酸酯基團很容易釋放CO2，然而這卻又是一個不可逆反應。

## T-Boc保護基團
此為最初實驗最常用來合成蛋白質的方法(tert-butyloxycarbonyl可簡寫為 "Boc")，可用來保護的α氨基。在這個方法中，Boc基團利用共價結合在氨基上來抑制其親核性。C-末端氨基酸通過連接子以共價的方式連接到樹脂上，接下來Boc基團用酸除去，像是三氟乙酸（TFA）等等。這形成了一個帶正電荷的氨基（在過量的TFA的存在下），中和（通過原位或者非原位方法）以及耦合到輸入活化的氨基酸，整個反應通常會使用過量（兩到四倍）的活化的氨基酸來驅動反應完成。在每個週期期間，每個脫去保護基和耦合的步驟，皆可用二甲基甲醯胺（DMF）洗滌後進行，以除去過量的試劑，亦可用高收率來進行（〜99％）。
在合成過程中，t-Boc保護方式保留了有用的物質，並減少肽聚集。t-Boc保護基團可加入具有的t-Boc-酐和適當鹼的胺基酸。有一些研究人員傾向於Boc 的SPPS複合成。此外，當在做合成鹼相關的非天然肽類似物時（如縮酚酸肽），t-Boc保護基是必要的，因為Fmoc SPPS使用一個基去保護α氨基。
永久支鏈保護基團是典型地【苯甲基】或【芐基】類基團。反應最終會去除聯動肽，同時產生支鏈脫去保護與經由水解裂解的無水氟化氫。最終產品是一種氟化物鹽，這個產物較為容易溶解。最重要的是，清除劑(如甲酚)添加到氟化氫，可以用來防止反應T-丁基陽離子產生非理想性的產物。事實上，使用刺激性氟化氫可能會降低一些肽的產率。

## Fmoc保護基團
在最終裂解情況下，無水氟化氫降解蛋白質的效果產生一個新的α氨基保護基團
，Fmoc則是一個較溫和的脫去保護方式。此方法是利用鹼，通常哌啶（20-50％）在DMF中，以除去Fmoc基團，以暴露α氨基與進入的活化氨基酸反應。較不同於Boc的酸，在脫去保護時用的α氨基，FMOC SPPS則使用鹼，進而接觸胺的是中性的。因此，肽樹脂中並不需要中合反應，除了缺乏肽之間靜電排斥可以導致增加的聚集。因為游離的芴基是發色團，脫去保護通過Fmoc基可以通過自動合成UV吸光度的途徑。
Fmoc基的優點在於，它是在非常溫和的鹼性條件下（如哌啶）裂解，但在酸性條件下穩定，雖然在某些合成序列並不總是如此。這使得不穩定溫和的酸保護基團在鹼性條件下是穩定的，如BOC和芐基，被當做支鏈的目標肽氨基酸殘基。這樣的垂直保護基方法在有機化學合成中是很常見的。Fmoc優於BOC的原因在於Fmoc更容易裂解，然而他的原子經濟性也較小，因為芴基比t-丁基大得多，相對的，價格上Fmoc胺基酸也是較高的，直到第一個大型引子合成肽藥物產生為止。當市場需求調整了兩套氨基酸的相對價格，於是在1990產生Enfuvirtide。
半永久性的支鏈保護基是鹼性的t-丁基，並在清除劑的存在下用TFA從樹脂和除去永久保護基的蛋白質進行最終切割。清除劑通常是以1：1的比例的水和三異丙基矽烷（TIPS）來製成。然而Fmoc法是垂直於兩個方向，任何α氨基的脫去保護作用，皆是從樹脂的脫去保護支鏈基和最終裂解發生由獨立的機制，所得最終產品是TFA鹽類，Boc SPPS的製成相較之下是比氟化物鹽難以溶解的，此方法比Boc法更溫和，因為樹脂步驟的脫保護/裂解是發生在不同條件，而不是具有不同的反應速率。

## Boc和Fmoc固相肽合成的比較
1. Boc SPPS使用特殊的設備來處理最終裂解和脫保護步驟，這需要的無水氟化氫。因為用Fmoc SPPS的肽最終切割用TFA，這個特殊的設備是不必要的。
2. 被Boc SPPS產生的肽的溶解性通常比那些用Fmoc法產生的高，因為氟化物鹽是在比TFA鹽的溶解度更高。
3. 問題較多發生在Fmoc SPPS。這主要是因為在除去Boc基團用TFA的產生帶正電的α氨基，而除去Fmoc基團的產生的中性α氨基。
4. 除去Fmoc基團會產生中性α氨基。
5. 帶正電的α氨基限制二級結構對樹脂的形成。
6. Fmoc法被認為是正交的，因為α氨基的脫去保護是用鹼，而從樹脂最終裂解是用酸。
7. Boc法利用酸為脫保護和裂解從樹脂，鹼則相反之。

人們看到，這兩種方法具有優點和缺點，因此，有幾個因素有助於確定哪些方法可以優先選擇。
DMF必須是 [ 肽級 ] (即小/無雜質)，也必須是”新鮮“。這是因為，DMF中經歷光分解，以形成一氧化碳和二甲胺的事實。二甲胺可以除去Fmoc基團，會因此導致的雜質的產生。

## 芐氧基羰基（Z）的基團
第一個使用（Z）基團作為保護基團的是馬克斯貝格曼，他以此基團來合成寡肽。
另一個基團氨基甲酸酯基是芐氧基羰基（Z）基團。溴化氫/乙酸或催化氫化：它是在嚴苛的的情況脫去。現今，它幾乎已經是用來做為支鏈的保護。

## Alloc保護基團
烯丙氧基羰（ALLOC）保護基團通常用於保護羧酸、羥基或氨基的，它有時也可用於進行對樹脂環肽的形成，其中所說的肽是由支鏈官能團連接到樹脂上。該ALLOC基可以使用四（三苯基膦）鈀（0）連同37：2：二氯甲烷1:1混合物，乙酸被除去，或著是和N-甲基嗎啉（NMM）反應2小時。樹脂必須在0.5％DIPEA的情況下，以及DMF中以3×10毫升的0.5％二乙基硫代氨基鈉在DMF中仔細洗滌，然後再加入5×10毫升1：1的DCM：DMF。

## 平版保護基團
對於蛋白質微陣列的特殊應用，也就是一種用來光刻保護基團的物質。這些基團可以通過暴露於光而被除去。

## 支鏈保護基團
氨基酸支鏈代表了廣泛範圍的官能團，並且在非特異性反應的過程中達到肽合成點。正因為如此，需要許多不同的保護基團 ，通常是基於該芐基（BZL），T-丁基（TBU）基團。一個給定的肽合成過程中所用的特定保護基取決於肽序列和N-終端中使用的保護的類型。
支鏈保護基團是已知的永久性或半永久性保護基團，因為它們能夠經受化學處理的多個循環合成過程中和肽合成完成後，用強酸處理過程中僅除去。

## 保護方案
因為在肽合成通常使用多個保護基團，這些基團必須是相容的，以允許不同的保護基的脫去保護的同時不影響其它保護基。因此保護方案建立到匹配的保護基團，使得一個保護基的脫去保護不會影響其他組的結合。因為N-末端脫去保護的過程中肽合成連續發生，保護方案才能建立，其中不同類型的支鏈保護基（BZL或TBU）Boc或Fmoc基，分別優化脫去保護。這些保護方案也包含在每個合成和切割的步驟中。

## 激發基團
用於耦合的多肽羧基通常會被激發，這對於加快整個反應是非常的重要。
以下為兩種主要活化基團的類型：
碳化二亞胺和triazolols這兩種，然而，使用五氟苯基酯（FDPP， PFPOH）和BOP-CL在製作環化肽時是很常見的。

## 碳化二亞胺
這類的活化劑第一次被開發。最常見的是二環己基碳（DCC）和二異丙基（DIC）。反應與羧酸產生一個高反應性的O型基異脲。在人工合成蛋白質（例如Fmoc固態合成），C-末端經常被用作在其上的氨基酸單體加入的附著位點。以增強羧酸基的電性，帶負電荷的氧必須首先被“激發”變成更好的離去基團。 DCC就是用於此目的。帶負電荷的氧將作為親核試劑，攻擊中的DCC中心碳。DCC暫時附著到前羧酸酯基（也就是現在的酯基），使得由氨基親核攻擊（在附著氨基酸），以先前的C末端（羰基）更有效。與碳二亞胺的問題是，它們太活潑，它們能因此導致racemizationof氨基酸。

## 三唑

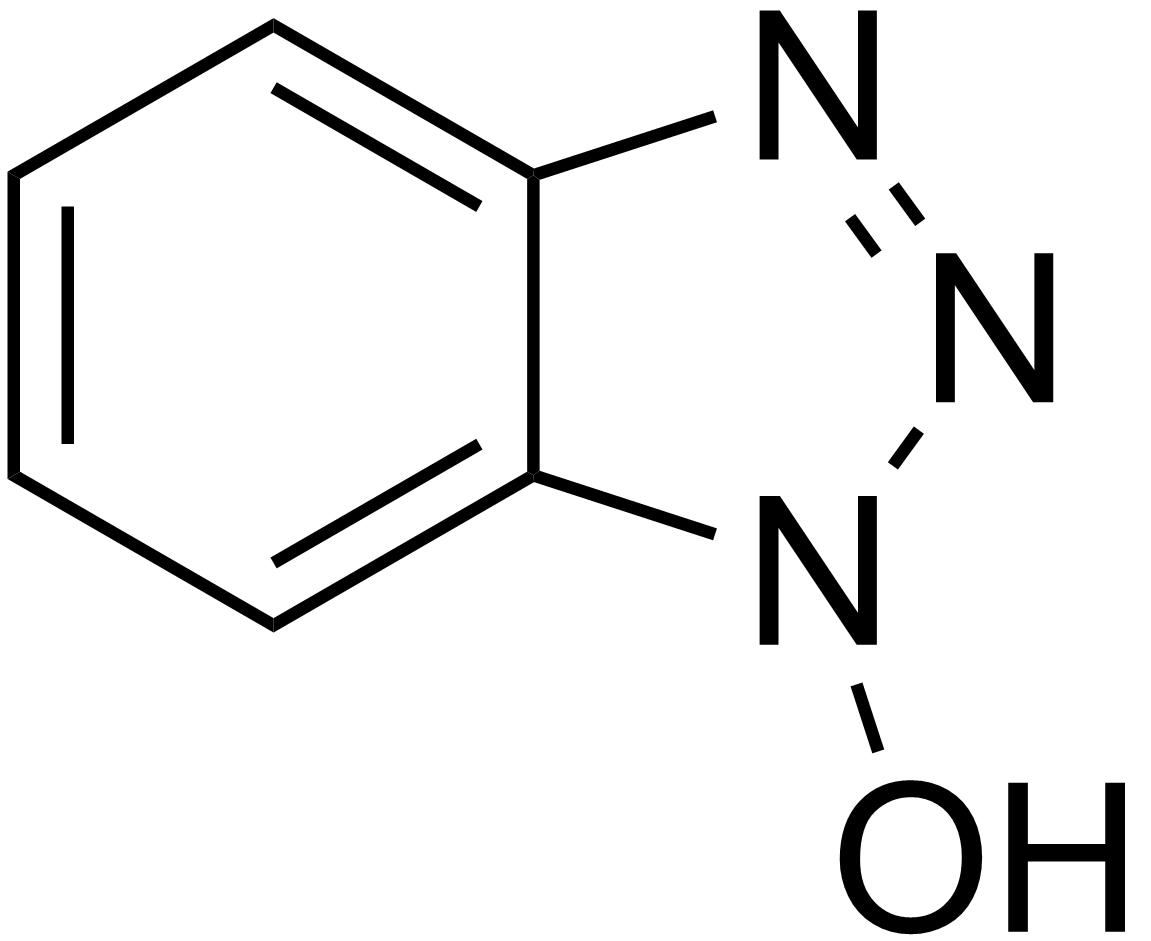
HOBt

HOAt

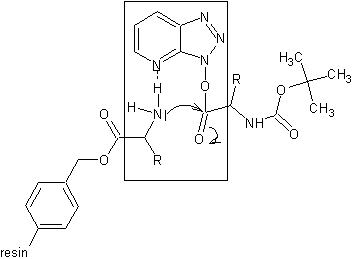
Neighbouring group effect of HOAt

三唑是指分子式為C2H3N3，由2個碳原子和3個氮原子組成的一個五元雜環有機化合物。在多肽的情況下，因兩個氮原子之間的相對位置不同，三唑有兩種同分異構體為解決外消旋化的問題，就連三唑一起介紹進來。最重要的是1-羥基 - 苯並三唑（HOBT）和1-羥基-7-氮雜苯並三唑（HOAT）。他人已經開發出來。這些物質可與O-酰基脲反應以形成活性酯，以達到反應性較低和較少的消旋的危險。HOAT是因為相鄰的群體效應 ，添加HOBt已經從許多化學供應商目錄中刪除。因為隨著空運或海運的嚴格限制，HOBt可能有爆炸性的。替代的HOBt和HOAT也已經引入了。其中最有希望的是廉價的乙基-2-氰基-2-（羥基亞氨基）乙酸乙酯（商品名純Oxyma），這些不是炸藥，並且在HOBt和HOAT之間都具有一個適當的反應性。較新的發展省略碳化二亞胺完全。活性酯被引入作為非親核陰離子（四氟硼酸鹽或六氟磷酸鹽）的脲或鏻鹽：HBTU，HATU，HCTU，TBTU，加入PyBOP。二脲類型Oxyma純的偶聯添加劑，也可作為COMU或TOTU試劑。

## 區域選擇性二硫鍵的形成
形成多個苯基二硫化物保持的天然肽合成通過固相方法的主要突破之一。無規鏈組合通常導致幾種產品具有非天然的雙硫鍵。逐步形成雙硫鍵通常是優先選的方法，並用硫醇的保護基團（PG）上進行。不同的硫醇的PGs提供正交保護的多個維度。這些正交保護的半胱氨酸的肽的固相合成過程中引入。連續去除這些PG的以允許游離硫醇基團選擇性曝光，導致二硫化物以逐步的方式形成。除去這些PG的順序必須被考慮，以便只有一個基團是在第一時間除去。使用這種方法，木曾等人。通過這種方法在1993年成為第一個報告胰島素的全合成。
巰基的PG必須具備多個特點。首先，在PG必須是可逆的與不影響未保護支鏈的條件。第二，該保護基必須能夠承受固相多肽合成的情況。第三，除去硫醇保護基的結構必須是留下完好其他硫醇的PG。如果垂直保護是需要的即除去PGA，不應影響PGB的一些硫醇PGs。常用的包括乙酰氨基甲基（ACM），3-硝基-2-吡啶亞氧硫基（NPYS），2-吡啶-sulfenyl，和三苯基甲基（TRT）基團。重要的是，NPYS團可以取代ACM PG以產生活化的硫醇。
在逐步形成二硫化物合成胰島素等，合成A鏈與以下防護：CysA6 ; CysA7（ACM）; CysA11。因此，CysA20是不受保護的。 CysB7（ACM）CysB19（Pyr）：B鏈的合成，具有以下保護進行。第一二硫鍵，CysA20-CysB19，經50分鐘混合兩種鏈在8M尿素，pH為8（RT）下形成。第二二硫鍵，CysA7-CysB7，形成通過用碘乙酸水溶液以除去ACM基。第三二硫化物，分子內CysA6-CysA11，被除去，但基團由甲基三氯矽烷與在TFA二苯砜形成。重要的是，形成在8M尿素第一二硫化物，pH值8不影響其他的PG，即ACM和不過基。同樣地，在形成第二二硫鍵與碘在含水乙酸中並不會影響。
重要的是，要二硫鍵形成的條件是在其中二硫化物形成的順序。從邏輯的觀點來看，其中的硫醇基被暴露以形成二硫化物的順序應該是無關緊要的，是因為其他的半胱氨酸的保護。實際上，在該二硫化物形成的順序可以對產量一個顯著的效果。這可能是因為CysA20-CysB19二硫化物的形成可以放置CysB7的硫醇基團與兩個CysA6和CysA7靠近，導致多種二硫化物產物。這是固相肽合成是盡可能多的現有技術，因為它是科學現實的一種表現。

## 長肽的合成
逐步延伸，其中氨基酸一步一步的被依次連接，是理想的2和100個氨基酸殘基之間含有小肽。另一種方法是片段縮合，其中的肽片段偶聯。雖然前者可拉長肽鏈無外消旋化，但如果只有它被用於在製造長或高極性的肽，產率會下降。在合成複雜的長肽時，片段縮合比逐步延伸更好，但它的使用必須受到限制，以防止外消旋化。片段縮合也是不可取的，因為耦合片段必須要過量，這可能是與片段的長度限制有相關。
化學連接是生產較長的肽鏈一個新的發展：未受保護的肽鏈在水溶液中的反應呈現化學選擇性。第一動力學控制產品重新排列，形成酰胺鍵。天然化學連接最常見的形式就是使用該帶末端半胱氨酸殘基反應肽的硫酯。
為了優化合成長肽，新西蘭製藥（位於丹麥的醫藥谷）發明了一種方法，將一個困難的肽序列轉移到一個較容易的肽序列。這個新技術，被稱為SIP技術，使用了“結構誘導探針”（SIP），以促進長肽的合成，SIP-技術是一種小前序列的肽序列（例如，賴氨酸（Lys）;谷氨酸酸;（Glu）被結合在後續的樹脂結合的肽的C-末端以誘導analpha螺旋狀結構中的肽。SIP技術限制了母體肽使用分子內氫鍵的有序的構象。這使得肽結構穩定，並且利用氫鍵來降低聚集以及降解酶通過的可能性。在這種方式中，SIP技術旨在優化肽合成，增加生物半衰期，提高肽的穩定性和抑制酶降解，而不改變藥理活性或是作用的方向。

## 微波輔助多肽的合成
雖然微波輻射已經自20世紀40年代末一直到現在，但直到1986年微波能量在有機化學中有了新的幫助。在20世紀80年代和90年代末，微波能量是完成化學反應的重要關鍵，否則一個化學反應將需要用到幾個小時到幾天來完成。在20世紀，開始有許多的化學技術在不斷改進，微波合成器已被設計成提供低和高能量微波能量的重要機器，使得反應混合物的溫度可以被控制。在肽合成中使用的微波能量是單一頻率提供了最大的穿透深度樣品，這是相對於傳統的廚房微波爐又是一個非常不一樣的突破。
在肽合成中，微波輻射被用來完成具有高度吸收率和低度消旋的長肽序列。氨基酸對生長的多肽鏈中的連接過程中微波照射不僅通過溫度的增加催化，也因交替的電磁輻射把該多肽的極性骨幹不斷對齊。由於這種現象，微波能量可以防止聚集並因此增加了最終肽產物的產率。但仍未有明確的證據表明，微波是比簡單的加熱更好，一些製作肽的實驗室把微波只是作為用於肽基樹脂的快速加熱的簡便方法。加熱到超過攝氏50-55度還可以防止聚集和加速的耦合。
儘管肽合成的微波輻射的主要優點，主要的缺點是它可以與半胱氨酸和組氨酸的耦合發生外消旋化。與這些氨基酸的典型偶合反應是在較低溫度下比其他18種天然氨基酸進行。有一些肽無法在一般的微波合成或加熱中存活。還有一個更嚴重的副作用是脫水（水的損失），這對某些肽可以是幾乎致命傷，像胰多肽（PP）。這種物質就算不使用微波，也會被通過簡單的加熱產生脫水的副作用。

## 環肽
環肽是一類由胺基酸（包括蛋白質胺基酸和非蛋白質胺基酸）組成的環狀化合物。目前發現的環肽含有2-37個殘基。環肽通常是由細菌和真菌等低等生物合成，具有廣泛的生理活性。在植物中也發現有環肽的存在，但尚未發現植物環肽的生物合成途徑。而在樹脂的環化，肽可以被環化在固體載體上。各種cylization試劑皆可使用，如HBTU /添加HOBt/ DIEA，加入PyBOP/ DIEA，PyClock/ DIEA。頭 - 尾肽可在固體載體上進行。 C末端在一些合適的點脫去保護，也可在樹脂的環化通過形成酰胺鍵與脫保護N-末端。一旦環已經發生，將肽從樹脂通過酸解和純化的裂解。有時環肽在未通過天冬氨酸，谷氨酸或賴氨酸支鏈就已經附著固相合成了。半胱氨酸在其支鏈上具有非常活潑巰基。當從一個半胱氨酸硫原子形成一個共價單鍵，來自第二半胱氨酸蛋白質的不同部分就會反應生成另一硫原子的二硫化物。這些橋有助於穩定蛋白質，尤其是那些從細胞分泌。一些研究者使用使用了S-acetomidomethyl（ACM）來阻止二硫鍵的形成，但保留了半胱氨酸和蛋白質的原始主結構。